# 량쉐이 조선족 향
량쉐이 조선족 향(중국어: 凉水朝鲜族乡, 중국조선어: 량수조선족향)은 중화인민공화국 지린성 퉁화시 지안시 관활의 조선족 민족향이다  .